# Römisch-katholische Kirche auf den Färöern

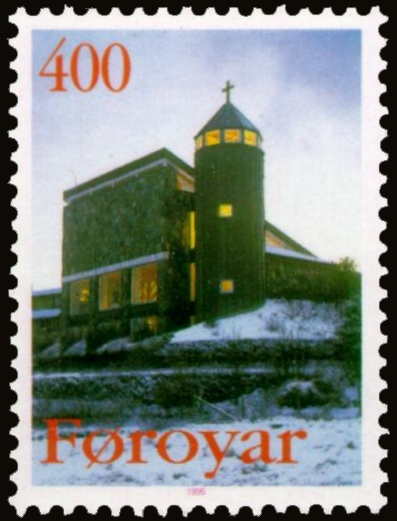
Die Marienkirche in Tórshavn

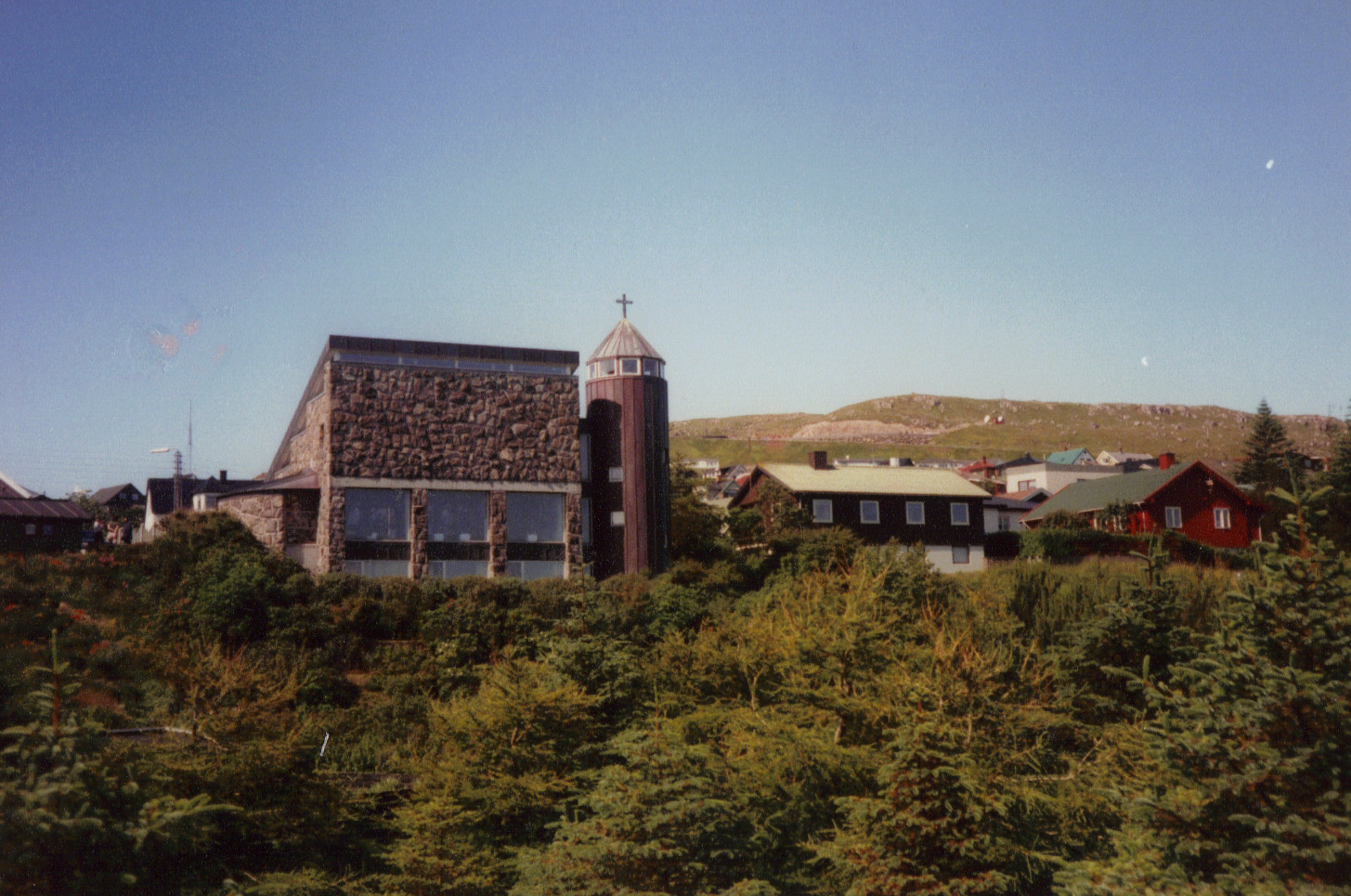
Blick vom Tórshavner Stadtpark zur Marienkirche

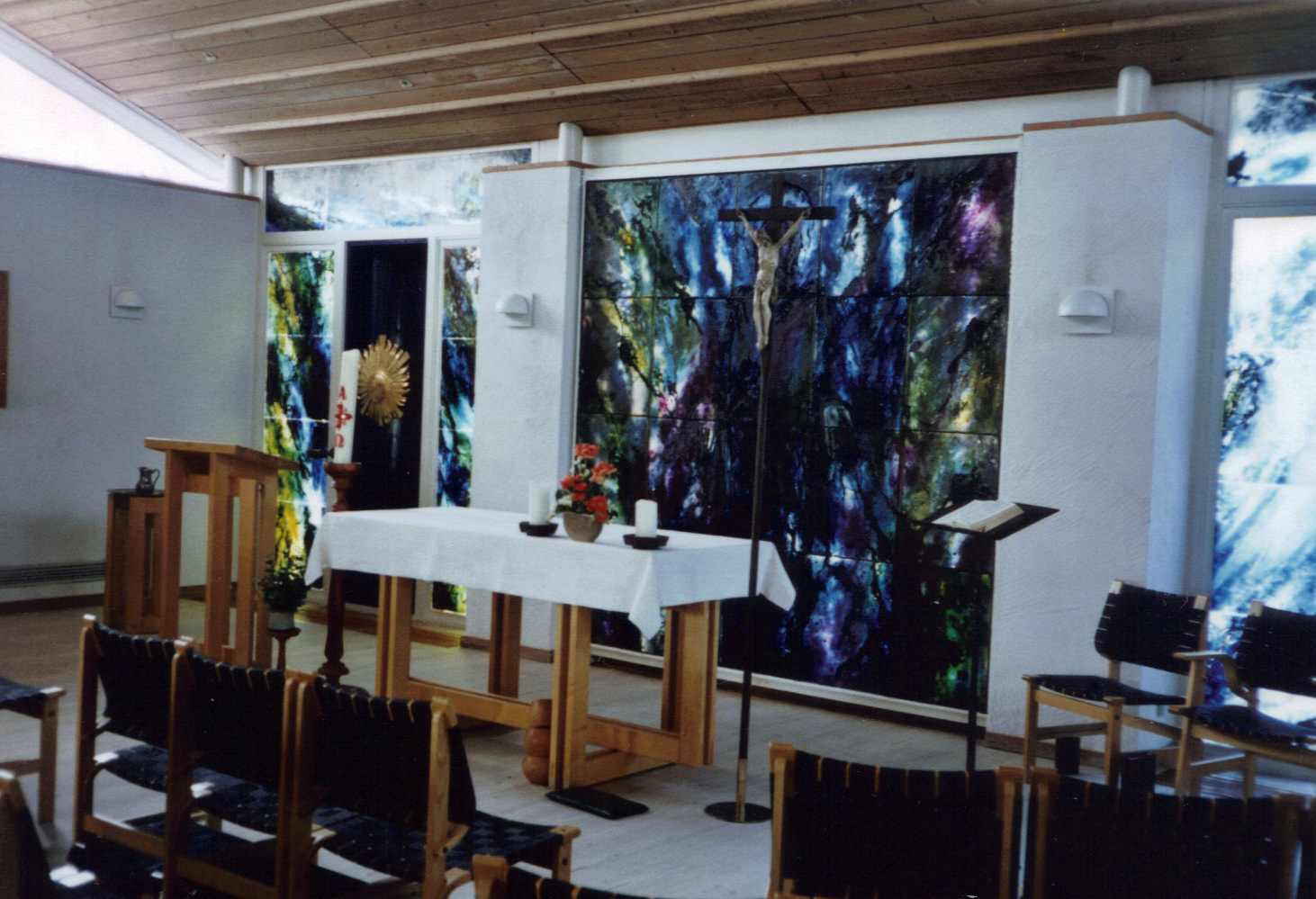
Marienkirche

Die Römisch-katholische Kirche auf den Färöern geht zurück auf das Jahr 999, verschwand mit der Reformation 1538 und existiert erst seit 1931 wieder kontinuierlich bis heute innerhalb des immediaten Bistums Kopenhagen.
Ihr gehören ungefähr 270 Gläubige aus 24 Nationen an, die auf den Färöern leben, gut ein Drittel von ihnen sind Färinger. Ihr Gotteshaus ist die von dem färöischen Architekten Arni Winther entworfene Marienkirche (Mariukirkjan) in Tórshavn.
Die evangelisch-lutherische Staatsreligion der Färöer hingegen wird repräsentiert durch die Färöische Volkskirche.

## Vorgeschichte
Im Jahre 999 sandte der norwegische König Olav Tryggvason den färöischen Wikingerhäuptling Sigmundur Brestisson zusammen mit mehreren Priestern auf die Färöer, um das Volk zu taufen und sie im Besten des christlichen Glaubens zu unterweisen. Die Glaubenslehre war damals römisch-katholisch.
Im Jahre 1100 wurden die Färöer zum eigenständigen Bistum Färöer erhoben, und im Jahre 1111 trat der erste Bischof sein Amt in Kirkjubøur, was heute zu Tórshavn gehört, an. Die nächsten 400 Jahre über residierten in Kirkjubøur 34 katholische Bischöfe. Der letzte Bischof war Ámundur Ólavsson, der sein Amt bis 1538 bekleidete.
Die aus dem 14. Jahrhundert stammende Magnus-Kathedrale war den Heiligen Magnus und Þorlákur Þórhallsson geweiht; dasselbe Patrozinium findet man übrigens auch auf den Orkney-Inseln.

## Reformation
Christian III. von Dänemark hatte 1535 den norwegischen Reichsrat suspendiert und Norwegen samt den Färöern dem dänischen Königreich einverleibt. 1537 bestimmte der König, die Kirche in Norwegen – und damit auch auf den Färöern – zu reformieren. Bei der Reformation wurde der alte Bischofssitz abgeschafft, die Priesterschule geschlossen und alles Land auf den Färöern, das sich im Besitz der katholischen Kirche befand (etwa 40 Prozent), zugunsten der Krone konfisziert. Kirchensprache wurde dänisch.

## Bayerisches Intermezzo
Nach Einführung der Religionsfreiheit mit der ersten dänischen Reichsverfassung im Jahre 1849 wurde versucht, den Katholizismus wieder auf die Färöer zurückzubringen. 1857 kam der bayerische Geistliche Georg Bauer auf die Inseln. Er baute in Rættará in Tórshavn eine Kirche, fand jedoch nur wenig Resonanz. Als er die Färöer 1870 verließ, hatte er keinen Nachfolger, und die Kirche verfiel.
Um 1900 lebte nur noch eine Katholikin auf den Färöern, in Hvítanes. Sie hatte dort für sich eine eigene Kapelle und wurde einmal im Jahr von einem Priester aus Kopenhagen besucht, der für sie die Messe abhielt.

## Die Franziskanerinnen
1931 wurden zwei frisch ausgebildete Priester, E. G. Boekenogen und Thomas King, damit beauftragt, wieder eine katholische Gemeinde ins Leben zu rufen. In einem Haus, das den Franziskanerinnen Missionarinnen Mariens (FMM) zur Verfügung gestellt worden war, die im gleichen Jahr auf den Färöern ankamen, wurde am 23. Mai 1931 eine kleine Kirche eingerichtet.
Zu den Ersten, die den Weg in die neue Kirche fanden, gehörten einige alte Bürger, die noch als Kinder bei Pfarrer Bauer in die Kirche gegangen waren. Die kleine Kirche in der Bringsnagøta bot schon bald nicht mehr genug Platz. Daher wurde am 1. Juni 1934 zusammen mit der St.-Frans-Schule, die die Franziskanerschwestern hatten bauen lassen, die Marienkirche eingeweiht.
Die Franziskanerinnen waren auf den Färöern für folgende Dinge bekannt:
- Sie sammelten Pfandflaschen ein und steckten den Erlös in ihre St.-Frans-Schule, oder aber spendeten ihn den Hungernden auf der Welt.
- Sie verkauften auch Handarbeiten für denselben Zweck.
- Sie nahmen vereinzelt Schüler als Pflegekinder an.
- Sie ließen färöische Lehrer in der färöischen Sprache unterrichten, obwohl sie selbst Ausländerinnen aus ganz Europa waren.
- Sie lernten selbst Färöisch und sprachen einen Akzent, den die Leute "Nonnen-Akzent" nannten, und der nie verschwand.
- Sie waren mit ihrer Schule dem restlichen Schulwesen immer einen Schritt voraus. In Vergleichstests waren ihre Schützlinge meist die Besten.
- Sie unterrichteten in ihrer Schule die Kinder im evangelisch-lutherischen Glauben, obwohl sie selbst Katholikinnen waren.
- Sie waren durch diese ihre tolerante Lebenshaltung Vorbild für viele Einheimische.

1985 ging die St.-Frans-Schule zur Kommune Tórshavn über, als die Franziskanerinnen zu alt wurden, um sie weiterhin zu leiten. Sie hat heute 350 Schüler und 30 Lehrkräfte. Das charakteristische rote Schulgebäude von 1934, das der färöische Architekt H. C. W. Tórgarð entworfen hat, erinnert an Generationen von Tórshavnern, die hier ausgebildet wurden. 1987 wurde ein neues Schulgebäude eingeweiht.

## Marienkirche heute

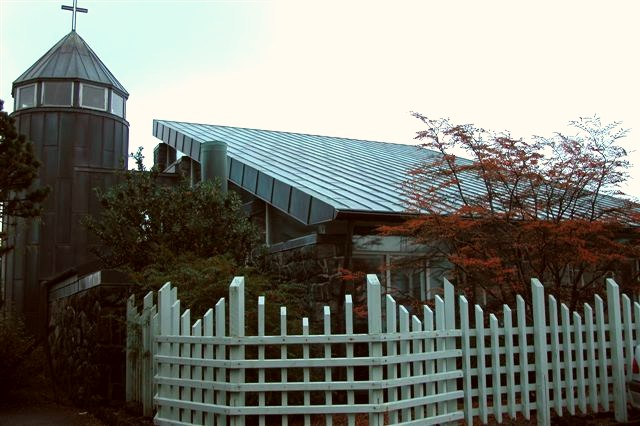
Die Marienkirche liegt landschaftlich reizvoll am Tórshavner Stadtpark, einem der größten Wälder des Archipels

Die heutige Marienkirche wurde am 30. August 1987 eingeweiht. Diese Kirche ist gleichzeitig die Klosterkirche der Franziskanerschwestern. Hier versammelt sich die Gemeinde jeden Sonntag um 11 Uhr zur Messe.
Im Garten rund um die Kirche wachsen allerlei Kräuter, von denen viele aus Gegenden der südlichen Halbkugel stammen, in denen ähnliche Wachstumsbedingungen herrschen wie auf den Färöern. Sie sollen symbolisieren, dass die Marienkirche ein Teil der katholischen Weltgemeinschaft ist.